# Província de Mureș
La província de Mureș (IPA: ['mu.reʃ], hongarès: Maros) és un județ, una divisió administrativa de Romania, a Transsilvània, amb capital a Târgu Mureș.

## Límits
- Província d'Harghita a l'est.
- Província d'Alba i província de Cluj a l'oest.
- Província de Bistrița-Năsăud i província de Suceava al nord.
- Província de Sibiu i província de Brașov al sud.

## Demografia
El 2002, Mureș tenia 580,851 i la densitat de població era de 86.5 h/km².
- Romanesos - 53,26% (o 309,375)[1]
- Hongaresos - 39,3% (o 228,275);
- Gitanos - 6,95% (o 40,425)
- Alemanys ètnics - 0,35% (o 2,045), i altres.

Quan a la religió:
- Romanesos ortodoxos - 53,3%
- Església Reformada - 27%
- Catòlics romans - 9,5%
- Ateus, No religiosos o no declarats - 0,5% (o 2,770)

| Any  | Població |
| ---- | -------- |
| 1948 | 461,403  |
| 1956 | 513,261  |
| 1966 | 561,598  |
| 1977 | 605,345  |
| 1992 | 610,053  |
| 2002 | 580,851  |

## Divisió Administrativa
La província té 5 municipalitats, 7 ciutats i 91 comunes.

### Municipalitats
- Târgu Mureş (Marosvásárhely)
- Sighişoara (Segesvár)
- Reghin (Szászrégen)
- Târnăveni (Dicsőszentmárton)

### Ciutats
- Iernut (Radnót)
- Luduș (Marosludas)
- Sovata (Szováta)
- Miercurea Nirajului (Nyárádszereda)
- Sărmașu (Nagysármás)
- Sângeorgiu de Pădure (Erdőszentgyörgy)
- Ungheni (Nyárádtő)

### Comunes
| - Acăţari - Adămuş - Albeşti - Aluniş - Apold - Aţintiş - Bahnea - Band - Batoş - Băgaciu - Băla - Bălăuşeri - Beica de Jos - Bichiş | - Bogata - Brâncoveneşti - Breaza - Ceuaşu de Câmpie - Cheţani - Chiheru de Jos - Coroisânmărtin - Cozma - Crăciuneşti - Cucerdea - Cuci - Daneş - Deda - Eremitu | - Ernei - Fântânele - Fărăgău - Găleşti - Găneşti - Gheorghe Doja - Ghindari - Goldeni - Gorneşti - Grebenişu de Câmpie - Gurghiu - Hodac - Hodoşa - Ibăneşti | - Iclănzel - Ideciu de Jos - Livezeni - Arxivat 2012-02-07 a Wayback Machine. - Lunca - Lunca Bradului - Măgherani - Mica - Miheşu de Câmpie - Nadeş - Neaua - Ogra - Papiu Ilarian - Pănet - Păsăreni | - Petelea - Pogăceaua - Râciu - Răstoliţa - Ruşii-Munţi - Sâncraiu de Mureș - Sângeorgiu de Mureş - Sânger - Sânpaul - Sânpetru de Câmpie - Sântoiana de Mureş - Saschiz - Solovăstru - Stânceni | - Suplac - Suseni - Şăulia - Şincai - Tăureni - Valea Largă - Vânători - Vărgata - Vătava - Veţca - Viişoara - Voivodeni - Zagăr - Zau de Câmpie |